# Raymond Cartier
Pour les articles homonymes, voir Cartier.
Raymond Cartier est un journaliste français né à Niort le 13 juin 1904 et mort a Paris 16e le 8 février 1975,, à qui l'on a attribué par erreur la formule : « La Corrèze avant le Zambèze », qui a en fait été connue à la suite de son utilisation par Jean Montalat, en 1964, à l'Assemblée nationale,.

## Carrière journalistique
Licencié en droit et lettres de l'université de Paris, il se consacre au journalisme et en 1937, participe au lancement du journal L'Époque. Il est proche du parlementaire de droite Henri de Kérillis. En 1939, ils publient Laisserons-nous démembrer la France ?, essai dans lequel ils expriment leurs profondes convictions antimunichoises. Ce livre consacre un chapitre aux enjeux économiques de la future confrontation avec l'Allemagne (la route du fer et la route du blé) et préfigure donc son recours à une analyse macro-économique des problèmes géopolitiques.
Raymond Cartier fut en 1944-1945 capitaine à la Sécurité militaire. C'est lui qui interrogea en premier le prisonnier Kurt Gerstein (officier nazi opposé à la Shoah) alors en semi-liberté à la « pension Mohren » de Rottweil en Forêt noire.
Après guerre, il est correspondant à New York pour Samedi Soir. Il retrouve aux États-Unis Henri de Kérillis, vivant en « exil » en Nouvelle-Angleterre, et qu'il avait connu avant guerre comme animateur du Centre de propagande des républicains nationaux.
Il est grand chroniqueur à Paris Match dès les années 1950 (Indochine, CED, relations avec les USA, etc.). Ces chroniques, qui portent sur l'actualité internationale et la géopolitique font le succès du titre.
Respecté, à l'instar de Raymond Aron, comme une grande plume de la presse écrite et comme une voix officieuse de la France, il publie en 1966 une monumentale Histoire de la Seconde Guerre mondiale  aux éditions Paris-Match Larousse, dont l'iconographie (cartes, photos) et la qualité du texte restent une référence.
Il meurt en 1975 et son épouse Rosie en 2014. Ses papiers personnels sont conservés aux Archives nationales à Pierrefitte-sur-Seine, sous la cote 14AR : inventaire du fonds 14AR.

## Anticolonialiste: «La Corrèze avant le Zambèze»
Son anticolonialisme pragmatique souligne l'idée que la France doit privilégier son propre territoire (la métropole) avant de s'occuper de ses colonies. Dans une série d'articles parus dans Paris-Match en 1956, il appelle ainsi à consacrer au développement économique de la France métropolitaine « des crédits inopportunément dépensés en Afrique noire ». Selon un sentiment assez répandu à l'époque, la possession de ces territoires, réunis sous le nom d'Union française, apparaît désormais, plutôt un handicap, pour le pays et son rang. En ce sens, le cartierisme se situe à l'opposé des analyses marxistes sur le fait colonial. Les penseurs marxistes considèrent en effet que par les richesses extraites, les colonies étaient nécessaires à la survie du capitalisme, d'où l'engagement des partis communistes européens dans la lutte anticoloniale pendant l'entre-deux-guerres. 
Sa posture anticoloniale fut critiquée. Les mouvements anticoloniaux rejetaient dans cette position l'absence de condamnation morale, et à partir des années 1970, à la fin des luttes coloniales, l'argumentaire de Cartier fut retourné contre lui puisque l'efficacité économique pouvait aussi justifier la mainmise sur les richesses des États nouvellement indépendants par l'ancienne métropole (néocolonialisme).
Ses origines provinciales et la célèbre formule que certains lui attribuèrent à tort (« La Corrèze avant le Zambèze ») ne doivent pas laisser supposer une sensibilité régionaliste chez lui. Son cadre d'analyse reste l'État-nation.
Par la suite, son anticolonialisme pragmatique et argumenté a souvent été caricaturé par un public qui n'en retenait que les phrases choc.

## Engagement européen
Outre son anticolonialisme, Cartier soutient avec force la construction européenne. Il rédige plusieurs articles et livres sur l'Europe dont Les 19 Europes, tableau des pays de l'Europe de l'Ouest.

## Œuvres
- Faisons le point, Grasset, 1931, (coécrit avec Henry de Kérillis)
- En l'an III de la croix gammée, Nouvelle société d'édition, 1935
- Laisserons-nous démembrer la France ?, Paris, Éditions de la Nouvelle Revue critique, 1939 (coécrit avec Henry de Kérillis)
- Winston Churchill, Gutenberg, 1945
- Roosevelt, Gutenberg, 1945
- Léon Gambetta, Gutenberg, 1946
- Les Secrets de la Guerre dévoilés par Nuremberg, Arthème Fayard, 1946
- Les 48 Amériques, Paris, Plon, 1953
- Les Dessous de la guerre hitlérienne, Fayard , 1953 (une partie des chapitres de "Les Secrets de la Guerre dévoilés par Nuremberg" avec des illustrations)
- L'Europe à la conquête de l'Amérique..., Plon, 1956
- Les Caïds de New-York, Juillard, 1958
- Archipel des hommes, le Japon, Hachette, 1959
- France, quelle agriculture veux-tu ?, Plon, 1960
- Les Dix-neuf Europes..., Plon, 1960
- L'Algérie sans mensonge, reportage Henriette Chandet, photographies de Hubert de Segonzac, Hachette, 1960
- Mes cinquante Amériques, Paris, Plon, 1961
- Hitler et ses généraux, Paris, Collection J'ai lu Leur aventure N°A207, 1962
- La Seconde Guerre mondiale, Paris, Larousse Paris Match, 1965
- Histoire mondiale de l'après guerre 1945-1953, 1970
- A dix mille jours de l'an 2000, Presses de la Cité, 1972
- Adolf Hitler à l'assaut du pouvoir, Paris, Laffont, 1975